# Agrizio di Treviri
Agrizio di Treviri, in tedesco Agritius o anche Agricius (prima del 314 – Treviri, 13 gennaio 332), è stato il 5º vescovo di Treviri ed è venerato come santo.

## Biografia
Egli fu in realtà il primo vescovo di Treviri di cui esistano prove storiche e la tradizione vuole che la sua nomina sia dovuta direttamente a sant'Elena, la madre dell'imperatore Costantino il Grande.
Sempre secondo la tradizione, sant'Elena avrebbe affidato a lui le reliquie dell'apostolo Mattia, insieme alla cosiddetta Sacra Tunica, la tunica priva di cuciture che vestiva Gesù e della quale i soldati di guardia alla Croce s'impossessarono tirando a sorte colui cui sarebbe toccata. (Vangelo secondo Giovanni, 19, 23 e segg.)
Agrizio morì a Treviri e la sua salma venne successivamente inumata nella chiesa dell'Abbazia di San Massimino. Scavi archeologici hanno confermato che il primo Duomo di Treviri risale a quei tempi.
Egli sottoscrisse gli atti del Concilio di Arles (314).

## Culto
Venne considerato santo poco dopo la morte e la sua memoria liturgica cade il 13 gennaio.
Agrizio è il santo patrono della diocesi di Treviri, oltre che dei falegnami, dei muratori, dei pasticcieri, dei fabbri, dei sarti e dei macellai.